# Сфумато (живопис)
Вижте пояснителната страница за други значения на Сфумато.
Сфумато е техника в живописта, използвана за първи път от Леонардо да Винчи. Отличава се с наслоявания на полупрозрачни пластове велатурен лак, като се разместват контурите на всеки следващ слой. Това придава на картината особена, замъглена въздушна перспектива и по-голяма дълбочина на фона. Някои от учениците на Леонардо, както и други по-късни художници, като например Кореджо, Рафаело  и Джорджоне също са използвали този стилистичен похват. Например в „Тримата философи“ на Джорджоне е използвано сфумато.